# Kisszabos
Kisszabos (szlovákul: Slavoška) község Szlovákiában, a Kassai kerület Rozsnyói járásában.

## Fekvése
Rozsnyótól 28 km-re, északnyugatra fekszik.

## Története
A falut 1563-ban a vlach jog alapján telepítették, a csetneki Bebek uradalomhoz tartozott. Ekkor említik először „Zlauozka” alakban. 1566-ban 3 portája adózott, de egy török rajtaütés következtében 1599-ig lakatlan volt. 1686-ban „Kiss Slaboska”, illetve „Pusta Slaboska” a neve. A 17. századtól Krasznahorka váruradalmának része. 1773-ban 32 jobbágy és 6 zsellércsalád élt a faluban.
A 18. század végén Vályi András így ír róla: „Kis, és Nagy Szlabos. Slavorum villa, Slabosovcze. Két tót falu Gömör Várm. földes Uraik leginkább Andrási, és más Uraságok is, lakosaik katolikusok, és többen evangelikusok, fekszenek Rochfalva felett, Csetnekhez nem igen meszsze; 1561-ben az Ozmanok’ jármát sínylették, 1765-ben pedig elégett vala; határbéli földgyeik a’ lakosoknak számokhoz képest kevesek; 3 vas hámorjok van, mellyekben a’ férjfiak, az aszszonyok pedig lennel is foglalatoskodnak; fájok nintsen.”
1828-ban 30 házában 345 lakos élt, akik pásztorkodással, mezőgazdasággal, fuvarozással és szövéssel foglalkoztak.
A 19. század közepén Fényes Elek eképpen írja le: „Kis-Szlabos, Mala-Szlaboszka, tót falu, Gömör és Kis-Honth egyesült vmegyében, Csetnekhez 1 1/2 órányira: 9 kath., 336 evang. lak. Földei hegyen feküsznek, s vizmosások rongálják; juhot tart; gabonával kereskedik. A csetneki uradalomhoz tartozik.”
Borovszky Samu monográfiasorozatának Gömör-Kishont vármegyét tárgyaló része szerint: „Kisszlabos, csetnekvölgyi tót kisközség, 40 házzal és 121 ág. h. ev. lakossal. A csetneki uradalomhoz tartozott és azzal együtt került az Andrássyak kezébe. Tót neve Mala-Szlaboszka volt. Ág. h. ev. temploma 1856-ban épült. A község postája, távírója és vasúti állomása Csetnek.”
1920-ig Gömör-Kishont vármegye Rozsnyói járásához tartozott.

## Népessége
| Év:            | 1994. | 2004.   | 2014.   | 2024.   |
| -------------- | ----- | ------- | ------- | ------- |
| Emberek száma: | 130   | 123     | 132     | 139     |
| Eltérés:       |       | -5,38 % | +7,31 % | +5,30 % |

| Év:            | 2023. | 2024.   |
| -------------- | ----- | ------- |
| Emberek száma: | 135   | 139     |
| Eltérés:       |       | +2,96 % |

1910-ben 188, túlnyomórészt szlovák lakosa volt.
2001-ben 122 lakosából 99 szlovák és 20 cigány volt.
2011-ben 131 lakosából 129 szlovák.